# Лорноксикам
Лорноксика́м — лекарственное средство, нестероидный противовоспалительный препарат из группы оксикамов, обладающий обезболивающим, противовоспалительным и жаропонижающим действием. Отличается от других препаратов данной группы более выраженными противовоспалительными свойствами, обусловленными усиленным ингибированием синтеза простагландинов.
Данный препарат входит в перечень жизненно необходимых и важнейших лекарственных средств, утверждённый распоряжением Правительства Российской Федерации от 30.12.2009 № 2135-р.

## Фармакология
Фармакологическое действие — противовоспалительное, анальгезирующее, противоревматическое.
Лорноксикам быстро и полностью абсорбируется из ЖКТ после приема внутрь и из места введения при в/м инъекции. Cmax в плазме достигается примерно через 1-2 ч после приема внутрь и через 15 мин после в/м введения.
Абсолютная биодоступность составляет 90-100 %.
Неизбирательно ингибирует циклооксигеназу (ЦОГ−1 и ЦОГ−2). Снижает продукцию ПГ, лейкотриенов, влияет на слизистую оболочку желудка, функцию тромбоцитов и почечный кровоток. Угнетает высвобождение активных форм кислорода, кининовую систему.
Связывание с белками плазмы составляет 99 % и не зависит от концентрации активного вещества.
Лорноксикам полностью метаболизируется. В плазме крови присутствует в основном в неизмененном виде и, в меньшей степени, в форме гидроксилированного метаболита, который не обладает фармакологической активностью.
T1/2 в среднем составляет 4 ч и не зависит от концентрации лорноксикама. Примерно 1/3 его метаболитов выводится из организма почками, преимущественно в виде метаболитов, и 2/3 — через печень с желчью.
У лиц пожилого возраста, а также у пациентов с почечной или печеночной недостаточностью не обнаружено значимых изменений фармакокинетических параметров лорноксикама.
В экспериментах на крысах показано положительное действие лорноксикама на сетчатку при его интравитреальном введении в моделях конканавалин-индуцированного и ишемического внутриглазного воспаления.

## Показания

### Для приёма внутрь
умеренный и выраженный болевой синдром (в том числе при онкологических заболеваниях, болях в позвоночнике, миалгиях), воспалительные и дегенеративные ревматические поражения суставов.
Артрит: ревматоидный, псориатический, острый подагрический, инфекционный; системная красная волчанка (лёгкие формы с суставным синдромом, без поражения почек), реактивный синовит в программе деформирующего остеоартроза, болезнь Бехтерева, корешковый синдром при остеохондрозе, ишиалгии; боль: менструальная, зубная, послеоперационная и посттравматическая.
Оказывает влияние в основном на экссудативную и пролиферативную фазы воспалительной реакции. При назначении больным ревматоидным артритом проявляет выраженное анальгезирующее действие, уменьшает продолжительность утренней скованности, суставной индекс Ричи, число воспалённых и болезненных суставов; у ряда пациентов снижает СОЭ.

### Для парентерального применения
болевой синдром послеоперационном периоде, при травме, в связи с острым приступом люмбаго, при ишалгии.

### Дозирование
При приёме внутрь — по 4 мг 2-3 раза/сут или по 8 мг 2 раза/сут.
В/в или в/м начальная доза — 8-16 мг. При недостаточном анальгезирующем эффекте в дозе 8 мг можно ввести повторно ещё 8 мг.

### Максимальные дозы
при приёме внутрь — 16 мг/сут; при сопутствующих заболеваниях ЖКТ, нарушениях функции почек или печени, пациентам пожилого возраста (старше 65 лет), при массе тела менее 50 кг, а также после перенесённого обширного оперативного вмешательства внутрь или парентерально — 8 мг/сут.

## Противопоказания
Гиперчувствительность, в том числе к ацетилсалициловой кислоте или другим НПВС, острое кровотечение из ЖКТ, язвенная болезнь желудка и двенадцатиперстной кишки, в том числе в анамнезе, простагландиновая бронхиальная астма, воспалительные заболевания кишечника, лейкопения, тромбоцитопения, нарушение функции печени и почек, застойная сердечная недостаточность, тяжелая артериальная гипертензия, беременность, кормление грудью (на время лечения прекращают), детский, юношеский (до 18 лет) и пожилой возраст.

## Побочные действия
Типичные для НПВП:
- со стороны пищеварительной системы: боли в животе, сухость во рту, тошнота, рвота, изжога, снижение аппетита, редко — метеоризм, гастрит, эзофагит, образование пептических язв и/или кровотечения из ЖКТ (в том числе ректальные), эрозивно-язвенные поражения слизистой оболочки желудка и кишечника, диарея, явления диспепсии; нарушения функции печени
- со стороны ЦНС: редко — головокружение, головная боль, сонливость, депрессия (или возбуждение), нарушения сна
- со стороны системы кроветворения: редко — лейкопения, тромбоцитопения
- со стороны свертывающей системы крови: редко — носовые кровотечения, геморроидальные кровотечения
- со стороны обмена веществ: редко — усиление потоотделения, озноб, изменение массы тела
- со стороны сердечно-сосудистой системы: редко — артериальная гипертензия, тахикардия
- со стороны мочевыделительной системы: редко — дизурия, задержка натрия и воды, периферические отеки, снижение клубочковой фильтрации, острая почечная недостаточность, интерстициальный нефрит, папиллярный некроз
- прочие: лейкопения, тромбоцитопения, асептический менингит,
- Аллергические реакции: кожные высыпания, реакции повышенной чувствительности, сопровождающиеся одышкой и тахикардией, реакции в месте введения (гиперемия, болезненность)

## Взаимодействие
Побочные эффекты со стороны ЖКТ снижаются мизопростолом. Другие НПВС увеличивают риск побочных явлений, непрямые антикоагулянты — кровотечений. Повышает гипогликемическую активность производных сульфонилмочевины. Ослабляет диуретический эффект и повышает нефротоксичность диуретиков, снижает — гипотензивных препаратов. Редуцирует почечный Cl дигоксина. Повышает плазменную концентрацию препаратов лития. На фоне циметидина возрастает уровень лорноксикама в крови.

## Передозировка
Симптомы: усиление побочных эффектов со стороны ЦНС и ЖКТ, повышение АД, сердечная и/или острая почечная недостаточность.
Лечение: промывание желудка, назначение активированного угля, мониторинг и поддержание жизненно важных функций. Диализ неэффективен.

## Меры предосторожности и особые указания
При анамнестических указаниях на эрозивно-язвенные поражения ЖКТ лорноксикам может применяться только в сочетании с H2-блокаторами и ингибиторами протонного насоса. При длительном приеме необходим регулярный контроль АД (особенно у больных с артериальной гипертензией), периферической крови, клубочковой фильтрации, уровня трансаминаз. С осторожностью назначают пожилым и истощенным пациентам. С осторожностью применять во время работы водителям транспортных средств и людям, профессия которых связана с повышенной концентрацией внимания.
Лорноксикам следует применять только после тщательной оценки ожидаемой пользы терапии и возможного риска в следующих случаях: небольшая степень нарушения функции почек (уровень креатинина 150—300 мкмоль/л); сердечная недостаточность и другие состояния, сопровождающиеся снижением ОЦК и почечного кровотока; нарушения функции печени; артериальная гипертензия и состояния, сопровождающиеся задержкой жидкости, отеками; пациенты пожилого возраста (старше 65 лет); пациенты с массой тела менее 50 кг; пациенты, перенёсшие обширное оперативное вмешательство; при язве желудка и двенадцатиперстной кишки.
У пациентов с нарушениями функции почек в период лечения необходим регулярный контроль функции почек.
Пациентам пожилого возраста, а также больным с артериальной гипертензией при применении лорноксикама показан контроль АД.
При язве желудка и язвенной болезни двенадцатиперстной кишки терапию следует проводить на фоне одновременного приема H2-блокаторов или омепразола.
При длительном применении необходимо периодически контролировать картину периферической крови, а также показатели функции печени и почек.
Влияние на способность к вождению автотранспорта и управлению механизмами.
Поскольку лорноксикам уменьшает скорость психомоторных реакций, в период применения следует соблюдать особую осторожность при управлении автомобилем и других потенциально опасных видах деятельности.
Лорноксикам в форме таблеток, лиофилизированного порошка для приготовления раствора для инъекций включен в Перечень ЖНВЛС.

## Производство
С начала 2021 года производится в России компанией ФГУП МЭЗ Эндофарм